# Biblioteca Municipal Lustosa da Costa
A Biblioteca  Municipal de Sobral denominada Biblioteca Municipal Lustosa da Costa é uma biblioteca pública municipal localizada na cidade de Sobral, no norte do estado brasileiro do Ceará.

## História
Desde o início do século XX Sobral já registra a existência de implantação de biblioteca pública e a biblioteca com a feitura atual foi iniciada na gestão do prefeito Cid Gomes e inaugurada no dia 12 de novembro de 2005 já no governo do prefeito José Leônidas Menezes Cristino.

## Lista de ex-diretores
Lista a ser completada:
- Ana Maria Linhares Leitão, atual[6]

## Estrutura predial

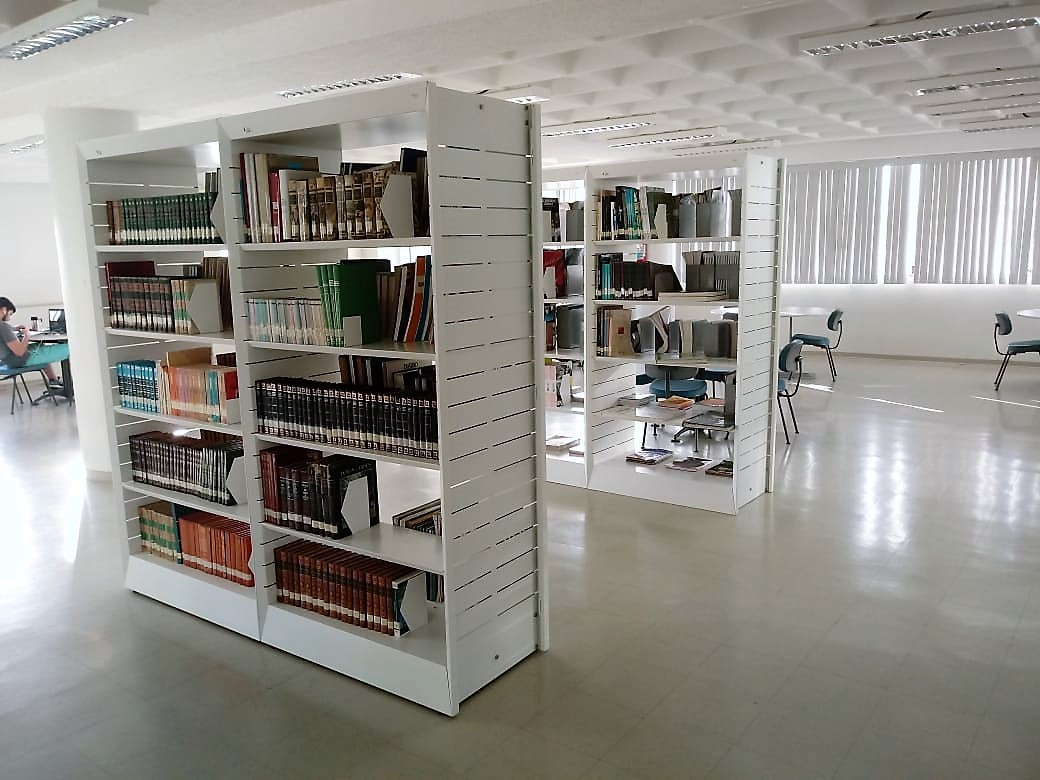
Vista de acervos no segundo andar.

Foi erguida onde funcionava uma usina de algodão, está situada à margem esquerda do rio Acaraú,

## Acervos
Possui um acervo de cerca de 36.000 livros no ano de 2012 que estão organizados nos seguintes setores : acervo geral; referências; setor infantil; obras raras.

## Nome do homenageado
Leva o nome de um célebre jornalista e escritor da Paraíba e radicado no Ceará, falecido em 2012.

## Galeria

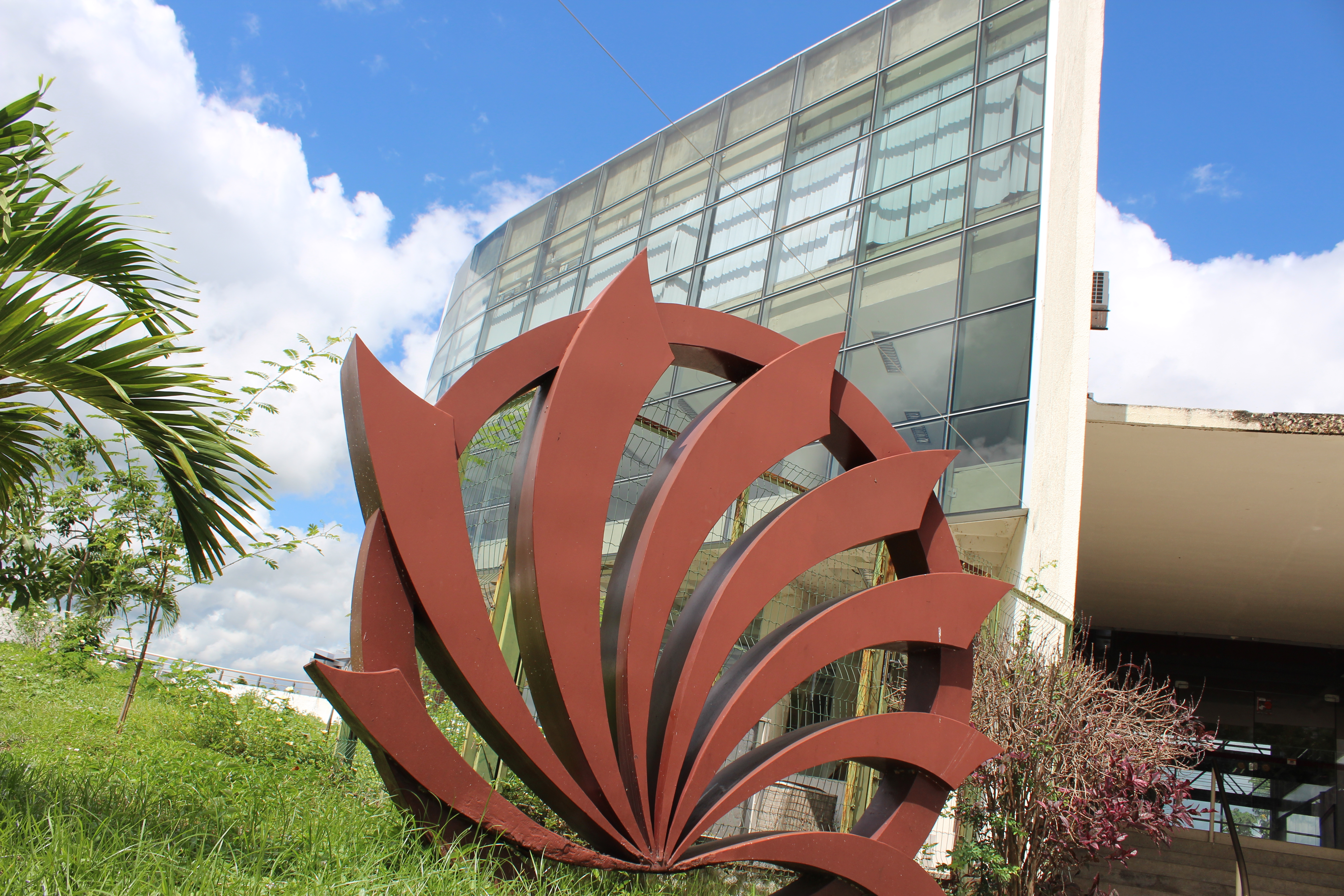
Vista de uma das entradas.
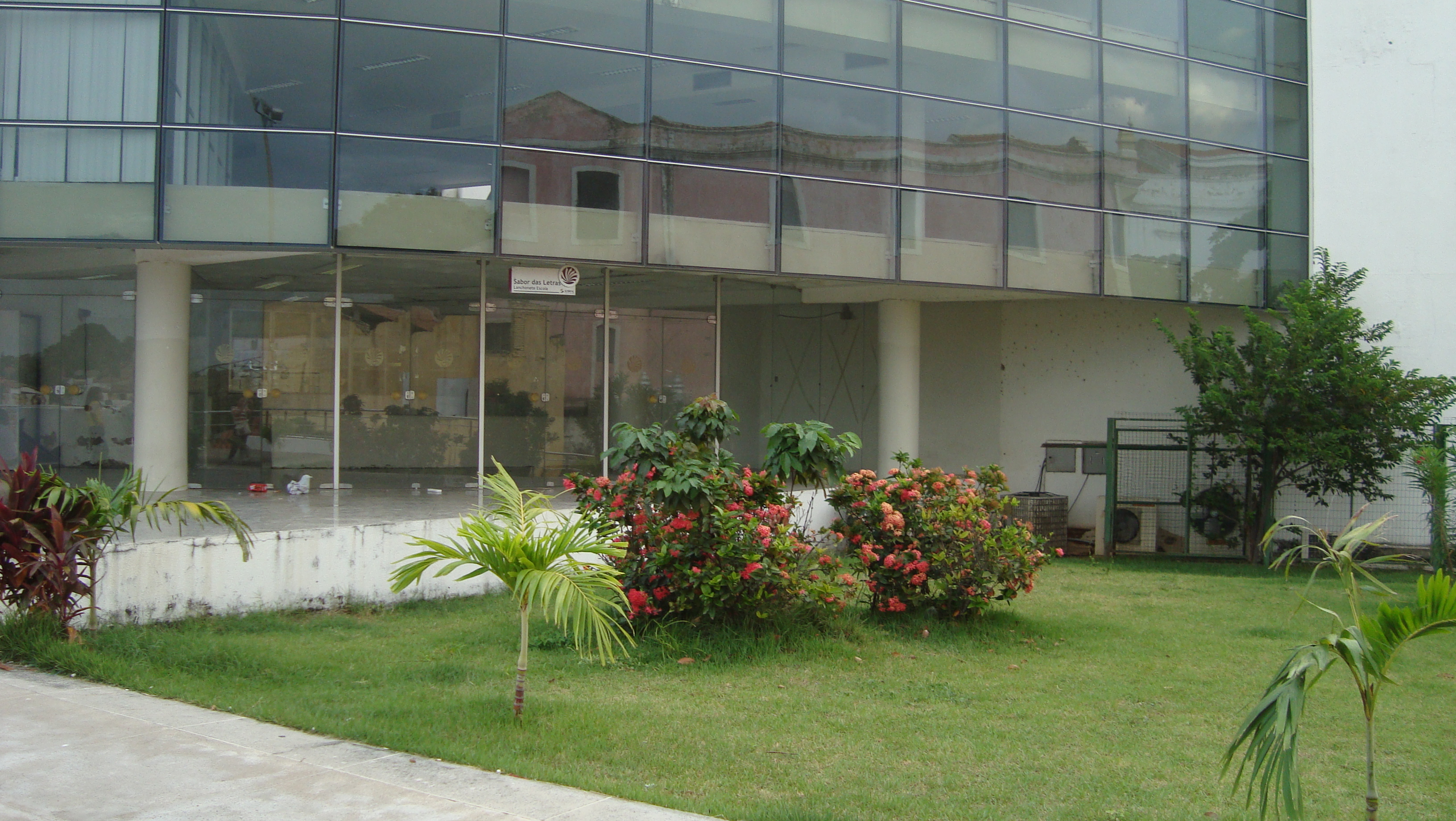
Jardins externos.
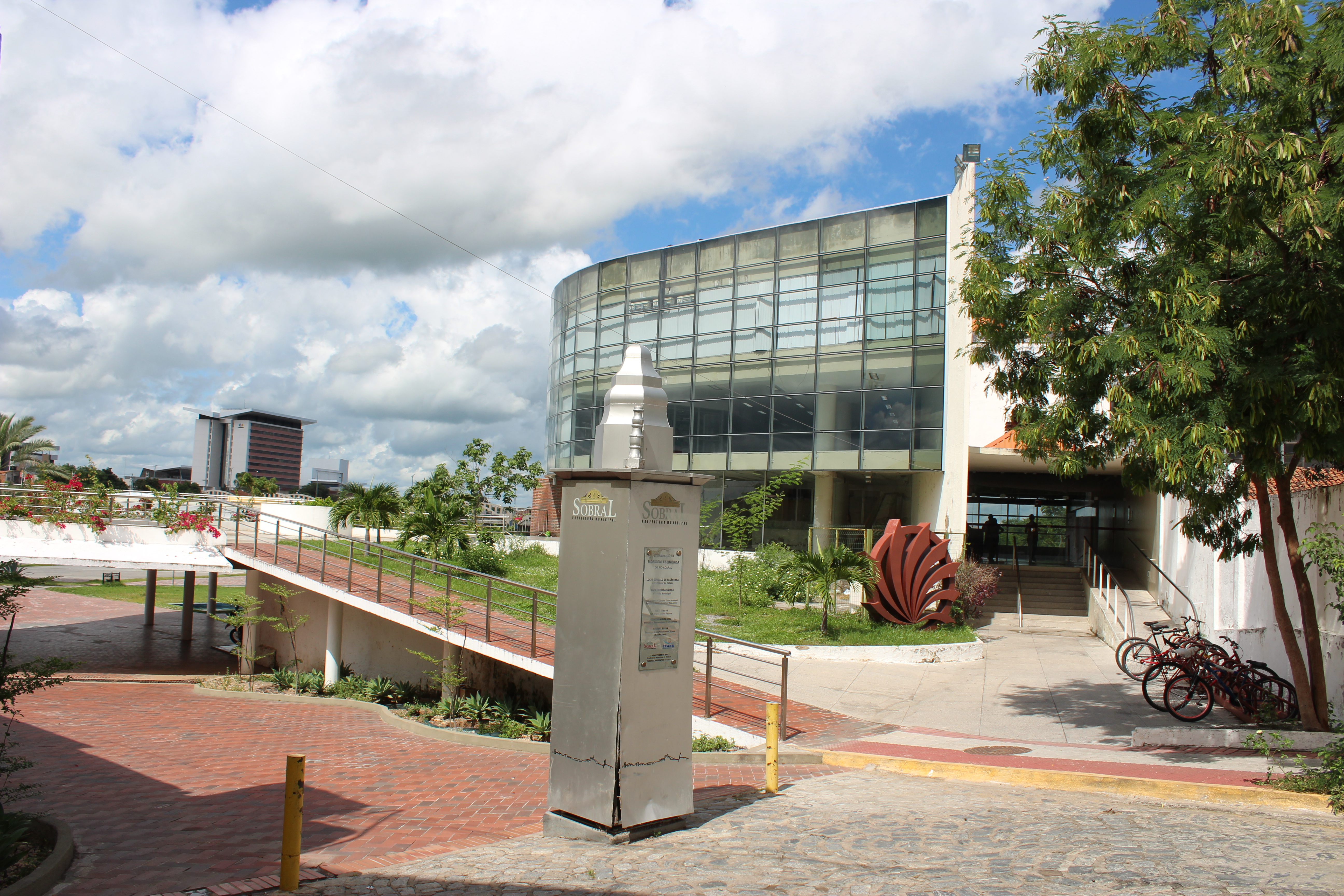
Rampas de acesso e bicicletário.
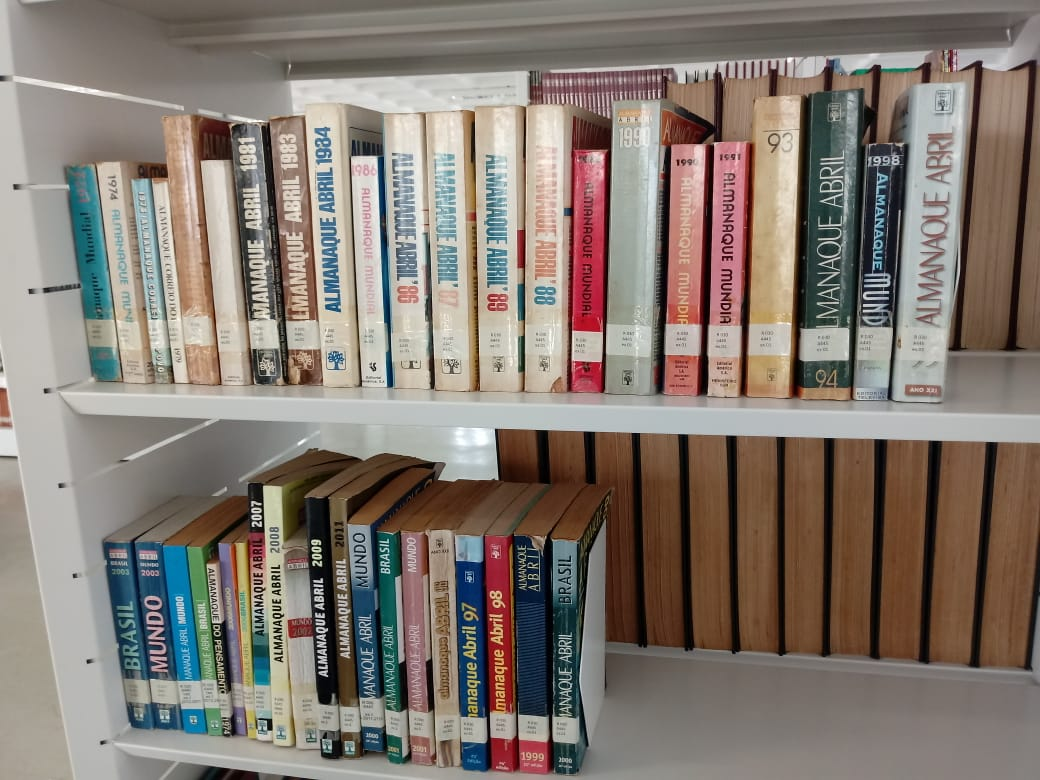
Almanaquiário da biblioteca de Sobral.Coleção de Almanaque Abril e Almanaque Mundial.